# 岩田誠
岩田 誠（いわた まこと、1902年11月26日 - 1985年2月9日）は最高裁判所判事。東京都出身。1925年、東京帝国大学法学部卒。東京高等裁判所判事や、静岡地方裁判所・静岡家庭裁判所の所長も歴任した。ハト派としての評価が高かった。

## 人物・来歴
1947年、最高裁発足と同時に最高裁判所調査官となる。松川事件の無罪判決のきっかけとなる諏訪メモの存在を指摘。朝日訴訟では多数が原告の死亡による訴訟の終了を認めたのに反対し、訴訟の継続を認める意見を述べた。
1964年8月に最高裁判事となる。青梅事件では、裁判長として第一審ならびに第二審の有罪判決を覆した。最高裁事務総長や高裁長官経験者以外で、現場裁判官から初めての最高裁入りとなった。悪徳の栄え事件では、「わいせつ物頒布等の罪に当てはまるかは、著作物の公表で社会が受ける芸術・思想・学問的な公益と、わいせつ性による弊害とを比較して考えるべき」と意見を述べ、この場合はわいせつ性による弊害のほうが大きいと判断した。全農林警職法事件では、「警察官職務執行法の改正に反対するという政治目的の争議行為は、全農林労働組合の一員としての勤務条件改善のためでないため、労働基本権の行使とはいえない」と意見を述べた。
最高裁において裁判長として 1972年6月15日、名張毒ぶどう酒事件の被告 奥西勝 の上告を棄却した。これにより、奥西の死刑が確定判決となったが、奥西は冤罪を訴えて生前9度にわたる再審請求を起こし、死刑確定から43年間にわたり死刑執行が見送られ続けた一方で、再審請求も認められることなく、八王子医療刑務所で死亡した（89歳没）
1972年11月に定年退官。1973年、勲一等瑞宝章を受賞。

## 著書
- 「ある裁判官の思索と意見 著作、講演、少数意見』一粒社, 1972[2]

記念論文集
- 『刑事裁判の諸問題 岩田誠先生傘寿祝賀』岩田誠先生傘寿祝賀記念論集刊行会編. 判例タイムズ社, 1982.10